# Barajevo
Barajevo (en serbe cyrillique : Барајево) est une localité et une municipalité de Serbie situées sur le territoire de la ville de Belgrade. Barajevo constitue l'une des 7 municipalités périurbaines du district. Selon les données du recensement de 2011, la localité compte 9 158 habitants et la municipalité dont elle est le centre 27 110,.
Barajevo est officiellement classée parmi les villages de Serbie.

## Géographie
La municipalité de Barajevo est située au sud-ouest de Belgrade dans la région géographique de la Šumadija (Choumadie). Son territoire se trouve à une altitude moyenne de 260 m ; son point le plus élevé se trouve au mont Parcanski, à sa limite orientale, qui s'élève à 410 m ; depuis ce sommet, on découvre toute la région alentour. Le secteur est vallonné, avec un grand nombre de petites vallées traversées par des rivières comme la Marica et la Beljanica qui se jettent dans la Kolubara. La forêt couvre 4 106 ha, soit 20 % de l'ensemble du territoire municipal.

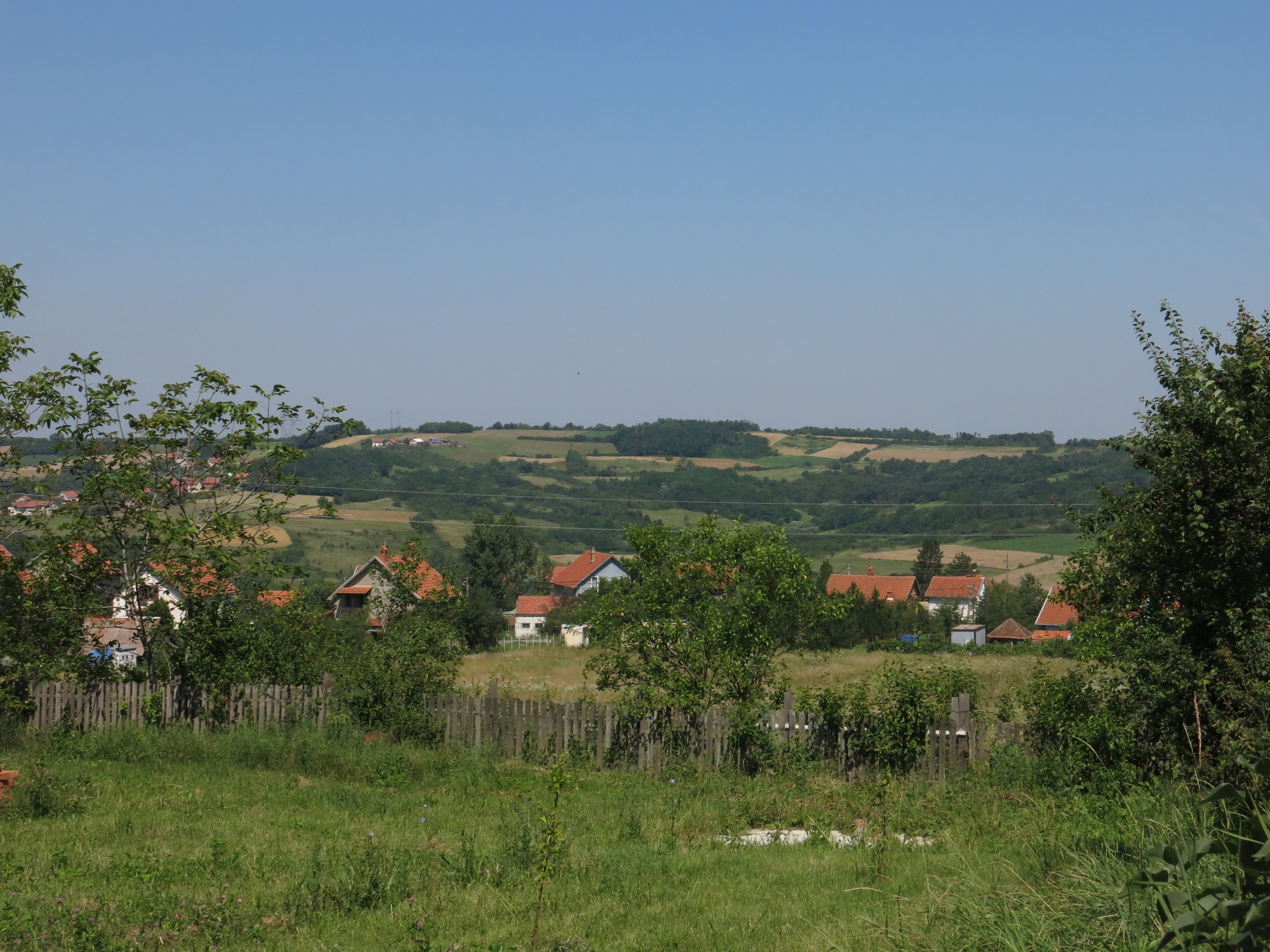
Vue du village de Meljak, près de Barajevo

La municipalité, qui s'étend sur 213 km2, est située en dehors de la zone urbaine de la capitale serbe et son centre administratif, la localité de Barajevo, se trouve à 27 km du centre-ville. Elle est entourée par les municipalités de Čukarica et de Voždovac au nord, par celle de Sopot à l'est, par celle de Lazarevac à l'est et par celle d'Obrenovac à l'ouest.

## Climat
Barajevo jouit d'un climat tempéré, avec une température moyenne annuelle de 11,7 °C ; juillet est le mois le plus chaud de l'année, avec une moyenne de 21,6 °C. Le mois le plus froid est janvier avec une moyenne de 0,3 °C. La moyenne des précipitations annuelles est de 699 mm/m2, avec les précipitations mensuelles les plus faibles en octobre et les plus élevées en juin.
| Mois                                 | Janv | Fév  | Mars | Avr  | Mai  | Juin | Juil | Août | Sept | Oct  | Nov  | Déc  | Année |
| ------------------------------------ | ---- | ---- | ---- | ---- | ---- | ---- | ---- | ---- | ---- | ---- | ---- | ---- | ----- |
| Températures maximales moyennes (°C) | 3,3  | 6,3  | 11,9 | 17,3 | 22,2 | 25,3 | 27,5 | 27,5 | 23,7 | 18,0 | 10,7 | 4,9  |       |
| Températures moyennes (°C)           | 0,3  | 2,7  | 6,9  | 11,9 | 16,6 | 19,8 | 21,6 | 21,4 | 17,8 | 12,8 | 7,1  | 2,0  | 11,7  |
| Températures minimales moyennes (°C) | -2,7 | -0,9 | 2,0  | 6,6  | 11,0 | 14,4 | 15,7 | 15,4 | 11,9 | 7,7  | 3,5  | -0,9 |       |
| Précipitations moyennes (mm)         | 51   | 48   | 48   | 55   | 73   | 84   | 72   | 47   | 52   | 41   | 58   | 70   | 699   |

## Histoire

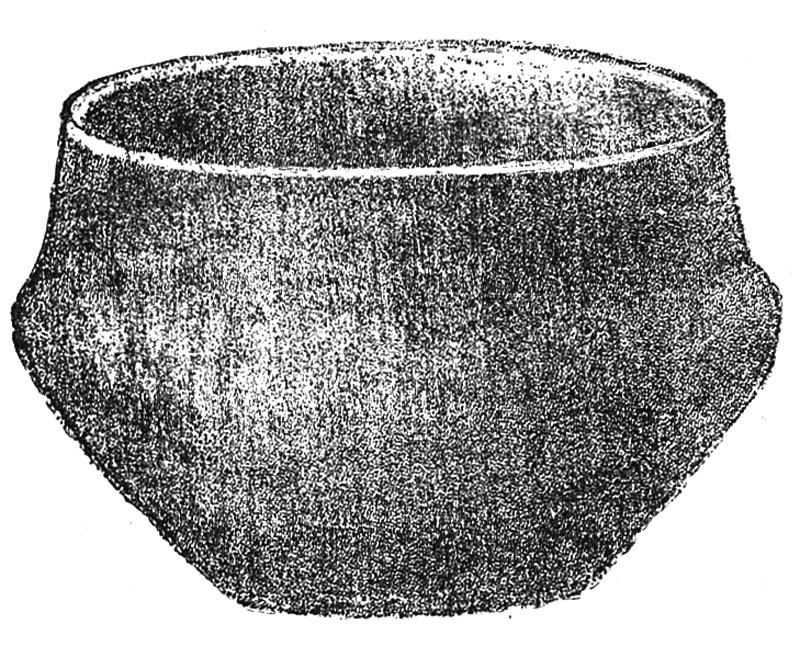
Récipient en terre retrouvé à Barajevo

Le territoire de l'actuelle municipalité est habité depuis le Néolithique ; le plus grand village remontant à cette période s'étend sur 100 ha et se trouve au lieu-dit de Kremenita njiva, près de la route Barajevo-Lipovica. Les Illyriens, les Celtes puis les Romains ont plus tard occupé le secteur. La date d'installation des Slaves est controversée.
Barajevo est mentionnée pour la première fois dans un defter (recensement) ottoman datant de 1536 ; la localité était alors connue sous le nom de Baraj.
Au moment du Premier soulèvement serbe contre les Ottomans (1804-1813), plusieurs chefs rebelles étaient originaires de la région de Barajevo, dont le prince (knez) Sima Marković de Veliki Borak, Pavle Popović de Vranić et Milisav Čamdžija, qui fut le premier à entrer dans la forteresse de Belgrade. La première Assemblée nationale de la Serbie en révolte se tint à Veliki Borak en 1805 ; il y fut décidé la création du Praviteljstvuješći sovjet srpski, qui fut le premier organe exécutif serbe moderne ; le prêtre Mateja Nenadović fut désigné comme le premier président de ce conseil et Pavle Popović devint le premier président du conseil exécutif de la nahija de Belgrade. La première poste de Serbie fut créée à Veliki Borak à l'époque de cette première insurrection.
La localité est devenue le centre d'une municipalité en 1956.

## Localités

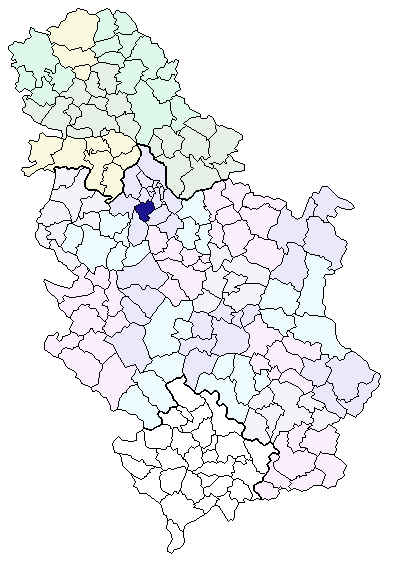
Localisation de la municipalité de Barajevo en Serbie
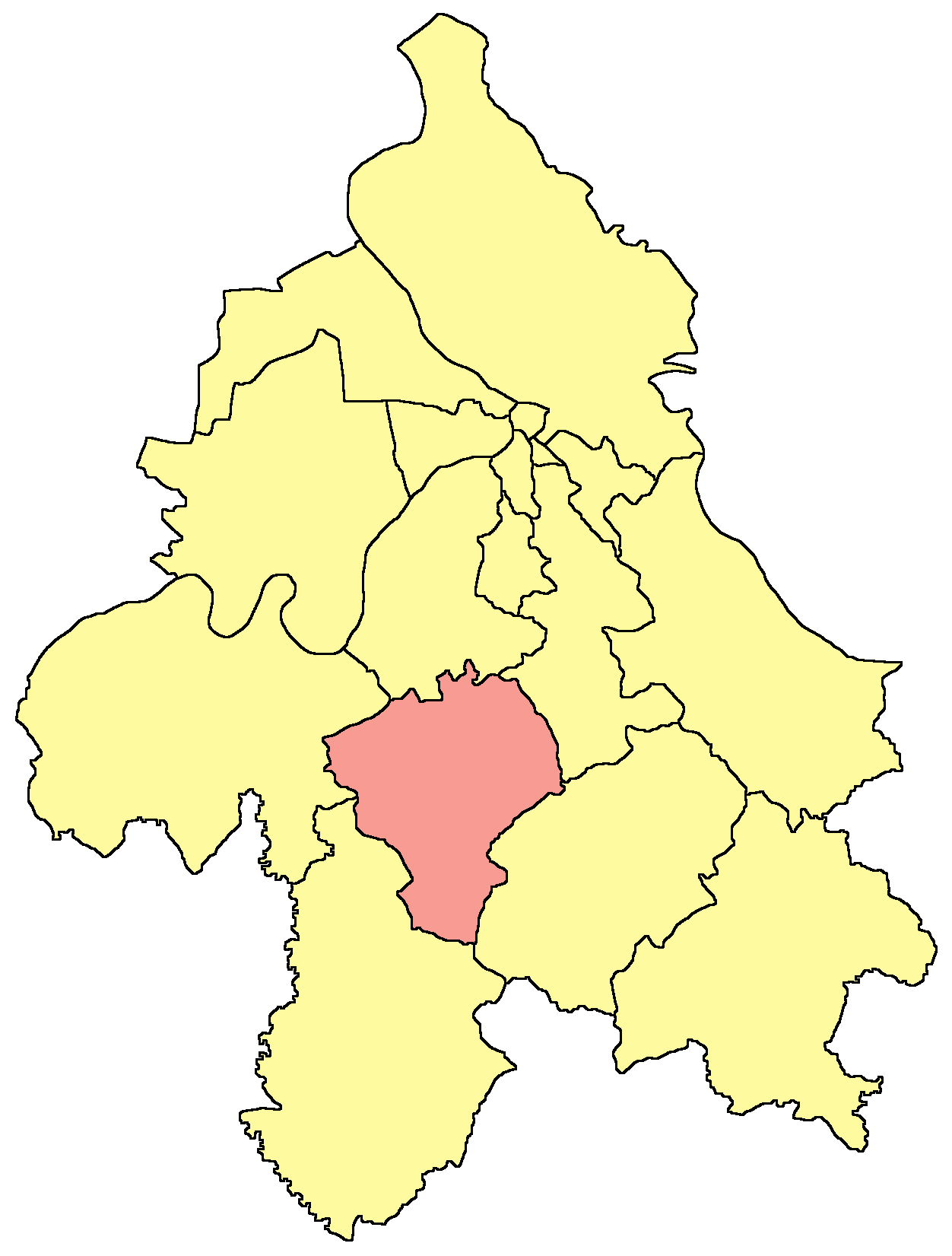
Localisation de la municipalité de Barajevo dans la ville de Belgrade

La municipalité de Barajevo compte 13 localités :
| - Arnajevo - Barajevo - Baćevac - Beljina - Boždarevac - Veliki Borak - Vranić | - Guncati - Lisović - Manić - Meljak - Rožanci - Šiljakovac |

Toutes les localités de la municipalité sont officiellement considérées comme des « villages » (село/selo).

## Démographie

### Localitéintra muros

#### Évolution historique de la population dans la localité
| 1948  | 1953  | 1961  | 1971  | 1981  | 1991  | 2002  | 2011   |
| ----- | ----- | ----- | ----- | ----- | ----- | ----- | ------ |
| 3 301 | 3 361 | 3 386 | 3 519 | 4 225 | 6 243 | 8 325 | 9 158, |

|  |

#### Données de 2002
Pyramide des âges (2002)
En 2002, l'âge moyen de la population de la localité était de 38,8 ans pour les hommes et 41 ans pour les femmes.
Répartition de la population dans la localité (2002)
En 2002, les Serbes représentaient 92,55 % de la population de la localité.

#### Données de 2011
Pyramide des âges (2011)
En 2011, l'âge moyen de la population de la localité était de 42,2 ans, 41,1 ans pour les hommes et 43,2 ans pour les femmes.

### Municipalité

#### Évolution historique de la population dans la municipalité
| 1948   | 1953   | 1961   | 1971   | 1981   | 1991   | 2002   | 2011    |
| ------ | ------ | ------ | ------ | ------ | ------ | ------ | ------- |
| 17 421 | 18 148 | 17 461 | 16 552 | 18 815 | 20 846 | 24 641 | 27 110, |

#### Données de 2002
Pyramide des âges (2002)
Répartition de la population par nationalités (2002)
En 2002, les Serbes représentaient 94,53 % de la population de la municipalité.

#### Données de 2011
Pyramide des âges (2011)
En 2011, l'âge moyen de la population dans la municipalité était de 43 ans, 41,7 ans pour les hommes et 44,2 ans pour les femmes.
Répartition de la population par nationalités (2011)
Selon le recensement de 2011, la structure globale de la municipalité « par nationalité » est restée relativement stable, avec une légère augmentation de la proportion de Serbes (94,04 %) ; la catégorie de recensement des Yougoslaves, qui se réfère à la république fédérative socialiste de Yougoslavie sans marque de nationalité, est en régression (0,13 % en 2011 contre 0,62 % en 2002),.

## Religion (2002)

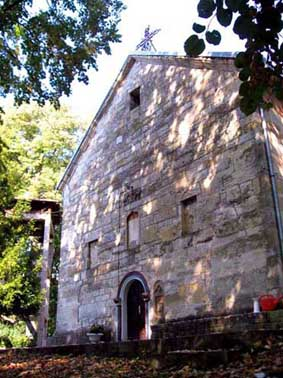
L'église Saint-Michel de Beljina

Sur le plan religieux, la municipalité de Barajevo est essentiellement peuplée de Serbes orthodoxes. Elle relève de l'éparchie de Šumadija (en serbe cyrillique : Епархија шумадијска), qui a son siège à Kragujevac.

## Politique

### Élections locales de 2004
À la suite des élections locales serbes de 2004, Branka Savić, membre du Parti démocrate (DS) du président Boris Tadić, a été élue présidente (maire) de la municipalité de Barajevo.

### Élections locales de 2008
À la suite des élections locales serbes de 2008, Rade Stefanović, membre du Parti démocrate de Serbie (DSS) de l'ancien premier ministre Vojislav Koštunica, a été élu président de la municipalité.

### Élections locales de 2012
À la suite des élections locales serbes de 2012, Branka Savić est redevenue présidente de la municipalité, tandis que son concurrent Rade Stefanović a obtenu de l'assemblée municipale le poste de vice-président. En septembre 2015, à la suite d'une crise au sein du gouvernement local, Branka Savić et d'autres membres du parti démocratique ont donné leur démission. Velibor Novićević, ancien démocrate rallié au Parti progressiste serbe (SNS), à la tête d'une coalition formée du SNS, du Parti socialiste de Serbie (SPS) et du Parti démocrate de Serbie (DSS), a été élu président de la municipalité,.

## Culture
Depuis 1989, la bibliothèque Jovan Dučić, à Barajevo, fait partie de l'ensemble constitué par la Bibliothèque municipale de Belgrade ; elle dispose d'une antenne à Vranić ; la bibliothèque possède près de 50 000 ouvrages ; elle organise aussi des rencontres littéraires, des conférences et des expositions. Le Centre culturel de Barajevo a été créé en 2008 ; il accueille et organise des manifestations dans le domaine de la littérature, des arts, de la musique et du cinéma et, notamment, des représentations théâtrales et des spectacles folkloriques.
La manifestation culturelle la plus importante de la municipalité porte le nom de Barajevu u pohode (« Barajevo revisité ») et se déroule chaque année du 19 au 28 août ; elle est centrée sur l'histoire de Barajevo et de sa région, notamment la constitution du premier gouvernement serbe moderne en 1805.
La municipalité dispose d'une station de radio, Radio Barajevo, et l'assemblée municipale publie chaque mois un bulletin gratuit appelé Barajevski glasnik, la « Gazette de Barajevo ».

## Éducation
La municipalité de Barajovo dispose d'une école maternelle (en serbe : Predškolska ustanova), l'école Proletarac, qui gère 13 annexes situées dans les villages voisins. On y trouve aussi deux écoles élémentaires (Osnovne škole), dont l'école Knez Sima Marković, située 77 rue Svetosavska (« rue Saint Sava ») à Barajevo ; elle accueille 1 536 élèves répartis entre l'« école mère » (matična škola) et 14 annexes dans les villages. L'école Pavle Popović est installée à Vranić ; en plus de l'école mère, elle gère deux annexes, l'une à Meljak et l'autre à Šiljakovac.
Barajevo possède également un établissement secondaire technique et professionnel créé en 1976 ; il forme des techniciens agricoles, des mécaniciens pour les machines agricoles, des jardiniers et fleuristes, des mécaniciens et garagistes auto, des commerciaux, des techniciens en économie et des coiffeurs ; il peut accueillir 900 élèves répartis en 30 classes.

## Économie
La municipalité de Barajevo est essentiellement agricole ; on y pratique la culture du blé, de l'orge, de l'avoine et du maïs. La localité possède un moulin, une ferme-verger. Une antenne vétérinaire est située dans la localité, ainsi que la société de gestion de la forêt de Lipovica.
Sur le plan industriel, Barajevo accueille des entreprises de construction et d'électronique, ainsi qu'une usine de roulement mécanique.

## Tourisme

### Nature et loisirs

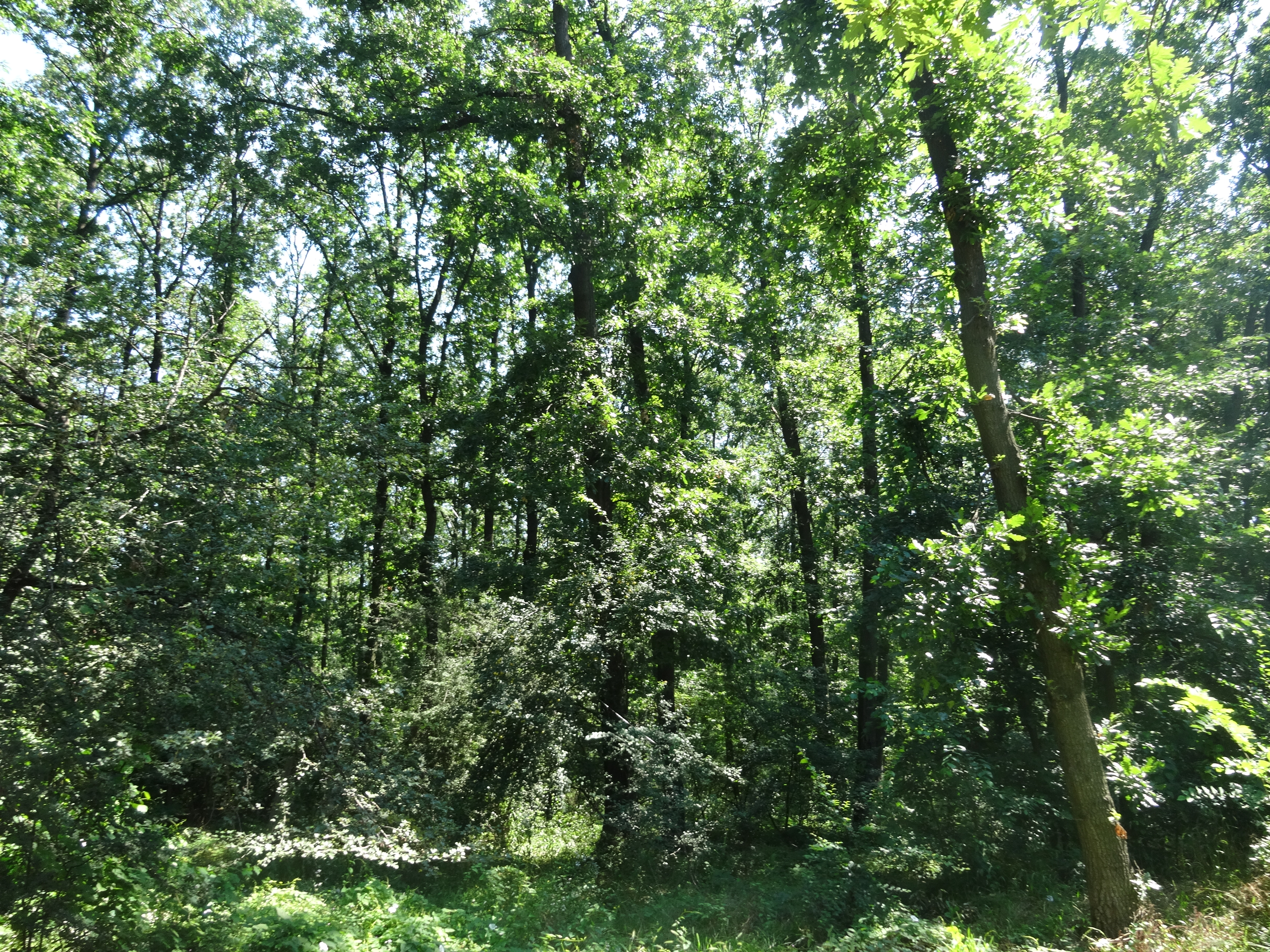
Vue de la forêt de Lipovica

La plus grande partie de la forêt de Lipovica (en serbe : Липовичка шума et Lipovička šuma), qui, dans son ensemble, s'étend sur 1 200 ha, est située dans la municipalité de Barajevo et constitue un lieu de promenade et de pique-nique pour les habitants de Belgrade ; on y trouve des variétés de chênes, comme le chêne hongrois (Quercus frainetto) et le chêne turc (Quercus cerris), appelé aussi « chêne chevelu ». La société de chasse Mića Popović, dont le siège se trouve à Barajevu, gère un domaine appelé Barajevska reka qui s'étend sur 20 250 ha, dont 15 910 ha consacrés à la chasse ; on peut y chasser le cerf, le lièvre, le sanglier (occasionnellement) ou encore le faisan et la perdrix. L'association gère également le lac Duboki potok, situé à 2 kilomètres du centre de Barajevo ; il couvre une superficie de 7,2 ha et offre des possibilités pour la pêche sportive.

### Monuments culturels

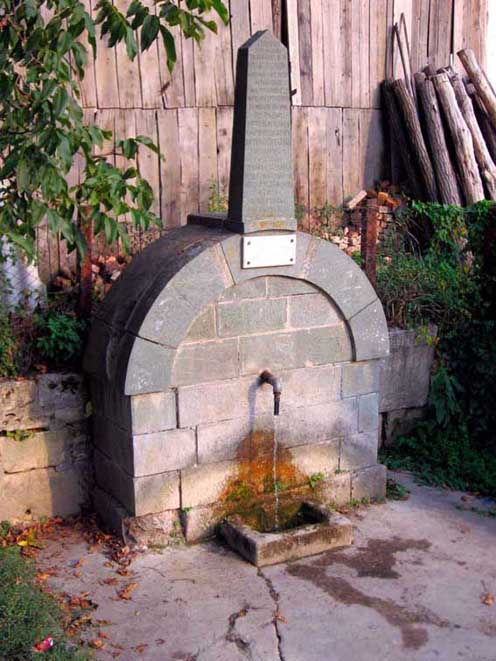
Une fontaine à Beljina

La municipalité de Barajevo abrite plusieurs monuments culturels classés,. Barajevo intra muros conserve une vieille mehana (taverne), qui remonte à la première moitié du XIXe siècle. La rue principale de Beljina fait partie d'une ancienne čaršija, un type de quartier caractéristique de l'époque ottomane dans les Balkans ; en raison de sa valeur, cet ensemble est inscrit sur la liste des entités spatiales historico-culturelles protégées de la république de Serbie ; l'église Saint-Michel de Beljina, construite entre 1813 et 1819, est elle aussi classée. L'église en bois des Quarante-Martyrs, à Vranić, date de 1823 et figure sur la liste des monuments culturels de grande importance, ; le village abrite aussi une école élémentaire, qui remonte au début du XXe siècle. La vieille école de Boždarevac date également du début du XIXe siècle. Šiljakovac possède deux maisons classées : la maison de la famille Jeftić, qui date des années 1830, et la maison de la famille Stevanović, construite vers 1905. L'église de la Sainte-Trinité, à Baćevac, a été construite en 1882.
Le village de Veliki Borak abrite la tombe de Milisav Čamdžija, mort en 1815.

## Transports
La route la plus importante de la municipalité est l'Ibarska magistrala, la « route de l'Ibar », qui, desservant l'ouest de la Serbie, relie Belgrade à Kosovska Mitrovica ; le secteur est parcouru par tout un réseau de routes régionales et locales. La ligne ferroviaire Belgrade-Bar traverse aussi la municipalité.
La municipalité Barajevo est desservie par la ligne 4 (Pančevo Vojlovica - Valjevo) du réseau express régional Beovoz , qui permet notamment de rejoindre la gare de Belgrade Centre. On y trouve les stations de Bela Reka, Nenadovac, Barajevo, Barajevo Centre et Veliki Borak.
Barajevo dispose également d'une gare routière gérée par la société SP Lasta ; on peut y emprunter 36 lignes d'autocars ; 211 départs y sont effectués chaque jour pour un parcours total de 2 896 km.